# Passalus punctiger
Passalus punctiger is een keversoort uit de familie Passalidae. De wetenschappelijke naam van de soort is voor het eerst geldig gepubliceerd in 1825 door LePeletier & Serville.